# Besart Ibraimi
Besart Ibraimi (en macédonien : Бесарт Ибраими) est un footballeur international macédonien né le 17 décembre 1986 à Kičevo en Macédoine. Il évolue au poste d'avant-centre.

## Biographie
Besart Ibraimi commence sa carrière en 2005 sous les couleurs du Vlazrimi Kičevo, âgé à peine de 19 ans il réussit à séduire le club et inscrit 4 buts en 32 matchs. Il permet à son club de garder le cap et de finir en 8e position en D1 macédonienne.
Un an plus tard en 2007, il est repéré et engagé par le Napredok Kičevo qui joue également en D1 macédonienne, et en 43 matchs il réussit à inscrire 14 buts. En 2009 le FK Renova Džepčište (meilleur club formateur de République de Macédoine) décide de le contacter et de lui faire signer un contrat, en à peine 17 mois il réussit à marquer 28 buts en 48 matchs.
En 2009 son équipe joue le premier tour de la Ligue Europa ; malgré l’élimination du club face aux Biélorusses du FK Dynamo Minsk (1-1 / 2-1), Besart Ibraimi parvient tout de même à marquer 2 buts durant ces deux matchs.
En 2010, celui qui vient d'être élu meilleur buteur, meilleur joueur et meilleur espoir de la mi-saison du championnat macédonien, est contacté par le FC Schalke 04 qui décide de lui faire signer un contrat de 3 ans. Grâce à ses 25 buts sous les couleurs de Renova, il permet à son club de finir champion et de participer au premier tour de la Ligue des Champions.
N'arrivant pas à s'imposer en équipe première au FC Schalke 04, Besart rejoint l'Ukraine et le club du PFC Sébastopol en janvier 2011.

## Palmarès

### Clubs
Renova Džepčište
- Champion de Macédoine en 2010.

 Shkëndija Tetovo
- Champion de Macédoine en 2018, 2019 et 2021.
- Coupe de Macédoine en 2016 et 2018.

 FC Struga
- Champion de Macédoine du Nord en 2023.

### Distinctions personnelles
- Élu meilleur joueur macédonien en 2009.
- Meilleur buteur du Championnat de Macédoine du Nord en 2016, 2017, 2018, 2021 et 2023.